# Lijst van spelers van het Deense voetbalelftal
Deze lijst van spelers van het Deense voetbalelftal geeft een overzicht van alle voetballers die minimaal dertig interlands achter hun naam hebben staan voor Denemarken. Vetgedrukte spelers zijn in 2023 nog voor de nationale ploeg uitgekomen.

## Overzicht
- Bijgewerkt tot en met interland tegen Noord-Ierland op 20 november 2023

| Naam speler           | Debuut | Laatst | Interlands | Goals |
| --------------------- | ------ | ------ | ---------- | ----- |
| Simon Kjær            | 2009   | 2023   | 130        | 5     |
| Peter Schmeichel      | 1987   | 2001   | 129        | 1     |
| Christian Eriksen     | 2010   | 2023   | 126        | 40    |
| Dennis Rommedahl      | 2000   | 2013   | 126        | 21    |
| Jon Dahl Tomasson     | 1997   | 2010   | 112        | 52    |
| Thomas Helveg         | 1994   | 2007   | 107        | 2     |
| Michael Laudrup       | 1982   | 1998   | 104        | 37    |
| Jorgen Kristensen     | 1971   | 1978   | 19         | 3     |
| Martin Jørgensen      | 1997   | 2011   | 102        | 12    |
| Morten Olsen          | 1970   | 1989   | 102        | 4     |
| Thomas Sørensen       | 1999   | 2012   | 101        | 0     |
| Kasper Schmeichel     | 2013   | 2023   | 99         | 0     |
| Christian Poulsen     | 2001   | 2012   | 92         | 6     |
| John Sivebæk          | 1982   | 1992   | 87         | 1     |
| Jan Heintze           | 1987   | 1999   | 86         | 4     |
| Lars Jacobsen         | 2006   | 2015   | 86         | 1     |
| Lars Olsen            | 1986   | 1996   | 84         | 4     |
| William Kvist         | 2007   | 2018   | 82         | 2     |
| Brian Laudrup         | 1987   | 1998   | 82         | 21    |
| Nicklas Bendtner      | 2006   | 2018   | 81         | 30    |
| Jesper Grønkjær       | 1999   | 2010   | 80         | 5     |
| Kim Vilfort           | 1983   | 1996   | 77         | 14    |
| Yussuf Poulsen        | 2013   | 2023   | 76         | 12    |
| Daniel Agger          | 2005   | 2016   | 75         | 12    |
| Thomas Delaney        | 2013   | 2023   | 75         | 8     |
| Per Røntved           | 1970   | 1982   | 75         | 11    |
| Pierre-Emile Højbjerg | 2014   | 2023   | 73         | 7     |
| Jens Jørn Bertelsen   | 1976   | 1987   | 69         | 2     |
| Martin Braithwaite    | 2013   | 2023   | 69         | 10    |
| Andreas Christensen   | 2015   | 2023   | 69         | 3     |
| Preben Elkjær Larsen  | 1977   | 1988   | 69         | 38    |
| John Jensen           | 1986   | 1995   | 69         | 4     |
| Søren Lerby           | 1978   | 1989   | 67         | 10    |
| Thomas Gravesen       | 1998   | 2006   | 66         | 5     |
| René Henriksen        | 1998   | 2004   | 66         | 0     |
| Ebbe Sand             | 1998   | 2004   | 66         | 22    |
| Brian Steen Nielsen   | 1990   | 2002   | 66         | 3     |
| Henning Munk Jensen   | 1966   | 1978   | 62         | 1     |
| Niclas Jensen         | 1998   | 2008   | 62         | 0     |
| Flemming Povlsen      | 1987   | 1994   | 62         | 21    |
| Søren Busk            | 1979   | 1988   | 61         | 2     |
| Marc Rieper           | 1990   | 1998   | 61         | 2     |
| Michael Krohn-Dehli   | 2006   | 2018   | 59         | 6     |
| Bent Hansen           | 1958   | 1965   | 59         | 1     |
| Jes Høgh              | 1991   | 2000   | 57         | 1     |
| Allan Simonsen        | 1972   | 1986   | 56         | 21    |
| Henning Enoksen       | 1958   | 1966   | 54         | 29    |
| Kent Nielsen          | 1983   | 1992   | 54         | 3     |
| Jens Stryger Larsen   | 2016   | 2023   | 54         | 3     |
| Martin Laursen        | 2000   | 2008   | 53         | 1     |
| Frank Arnesen         | 1977   | 1987   | 52         | 14    |
| Daniel Jensen         | 2002   | 2010   | 52         | 3     |
| Ole Madsen            | 1958   | 1969   | 51         | 42    |
| Ivan Nielsen          | 1980   | 1989   | 51         | 0     |
| Lasse Schöne          | 2009   | 2021   | 51         | 3     |
| Poul Pedersen         | 1953   | 1964   | 50         | 17    |
| Claus Jensen          | 2000   | 2007   | 47         | 8     |
| Pauli Jørgensen       | 1925   | 1939   | 47         | 44    |
| Klaus Berggreen       | 1979   | 1988   | 46         | 5     |
| Andreas Cornelius     | 2012   | 2022   | 46         | 13    |
| Thomas Kahlenberg     | 2003   | 2015   | 46         | 5     |
| Johnny Hansen         | 1965   | 1978   | 45         | 3     |
| Valdemar Laursen      | 1918   | 1934   | 44         | 1     |
| Allan Nielsen         | 1995   | 2002   | 44         | 7     |
| Michael Schjønberg    | 1995   | 2000   | 44         | 3     |
| Fritz Tarp            | 1918   | 1934   | 44         | 0     |
| Daniel Wass           | 2011   | 2022   | 44         | 1     |
| Kasper Dolberg        | 2016   | 2023   | 43         | 11    |
| Jesper Olsen          | 1980   | 1990   | 43         | 5     |
| Joakim Maehle         | 2020   | 2023   | 42         | 11    |
| Jørgen Olesen         | 1951   | 1962   | 42         | 2     |
| Svend Jensen          | 1927   | 1939   | 41         | 0     |
| Ole Rasmussen         | 1975   | 1984   | 41         | 1     |
| Stig Tøfting          | 1993   | 2002   | 41         | 2     |
| Jens Jørgen Hansen    | 1962   | 1971   | 40         | 0     |
| Ernst Nilsson         | 1920   | 1937   | 40         | 8     |
| Michael Rohde         | 1915   | 1931   | 40         | 22    |
| Jens Jørgen Hansen    | 1962   | 1971   | 39         | 0     |
| John Helt             | 1982   | 1990   | 39         | 0     |
| Nicolai Jörgensen     | 2011   | 2019   | 39         | 9     |
| Henrik Larsen         | 1989   | 1996   | 39         | 5     |
| Knud Lundberg         | 1943   | 1956   | 39         | 10    |
| Ole Qvist             | 1979   | 1986   | 39         | 0     |
| Henry Hansen          | 1922   | 1934   | 38         | 10    |
| Jens Peder Hansen     | 1949   | 1961   | 38         | 18    |
| Poul Nielsen          | 1912   | 1925   | 38         | 52    |
| Kaj Uldaler           | 1927   | 1939   | 38         | 16    |
| Ulrik Le Fevre        | 1965   | 1976   | 37         | 7     |
| Jannik Vestergaard    | 2013   | 2023   | 37         | 2     |
| Mathias Jørgensen     | 2008   | 2023   | 36         | 2     |
| Kristen Nygaard       | 1970   | 1979   | 36         | 11    |
| Jakob Poulsen         | 2009   | 2015   | 35         | 2     |
| Troels Rasmussen      | 1982   | 1991   | 35         | 0     |
| Lars Elstrup          | 1988   | 1993   | 34         | 13    |
| Poul Petersen         | 1946   | 1952   | 34         | 0     |
| Flemming Ahlberg      | 1972   | 1978   | 33         | 0     |
| Per Krøldrup          | 2004   | 2010   | 33         | 0     |
| Jan Mølby             | 1982   | 1990   | 33         | 2     |
| Jan Bartram           | 1985   | 1991   | 32         | 5     |
| Poul Jensen Ii        | 1959   | 1962   | 32         | 0     |
| Henry From            | 1957   | 1961   | 31         | 0     |
| Christian Grøthan     | 1915   | 1923   | 31         | 3     |
| Heino Hansen          | 1972   | 1978   | 31         | 5     |
| Sophus Hansen         | 1911   | 1920   | 31         | 0     |
| Simon Poulsen         | 2007   | 2015   | 31         | 0     |
| Jørn Sørensen         | 1958   | 1961   | 31         | 6     |
| Henrik Andersen       | 1985   | 1994   | 30         | 2     |
| Lars Bastrup          | 1975   | 1983   | 30         | 10    |
| Aage Rou Jensen       | 1945   | 1957   | 30         | 11    |
| Stephan Andersen      | 2004   | 2015   | 30         | 0     |
| Poul Jensen           | 1921   | 1931   | 30         | 0     |
| Eyolf Kleven          | 1930   | 1942   | 30         | 8     |
| Helmuth Søbirk        | 1935   | 1945   | 30         | 10    |
| Arne Sørensen         | 1937   | 1946   | 30         | 4     |
| Morten Wieghorst      | 1994   | 2004   | 30         | 3     |

DBU · A-internationals · Selecties · Bondscoaches · Deens vrouwenelftal · Olympisch elftal · Denemarken U21 · Denemarken U20 · Denemarken U19 · Denemarken U18 · Denemarken U17 · Denemarken U16 · Vrouwen U17
1908 – 1919 ·
1920 – 1929 ·
1930 – 1939 ·
1940 – 1949 ·
1950 – 1959 ·
1960 – 1969 ·
1970 – 1979 ·
1980 – 1989 ·
1990 – 1999 ·
2000 – 2009 ·
2010 – 2019 ·
2020 − 2029
EK's: 1964 · 
1984 · 
1988 · 
1992 · 
1996 · 
2000 · 
2004 · 
2012 · 
2020 · 
2024
WK's: 1986 · 
1998 · 
2002 · 
2010 · 
2018 · 
2022
OS: 1908 · 
1912 · 
1920 · 
1948 · 
1952 · 
1960 · 
1972 · 
1992 · 
2016
1908 · 
1909 · 
1910 · 
1911 · 
1912 · 
1913 · 
1914 · 
1915 · 
1916 · 
1917 · 
1918 · 
1919 · 
1920 · 
1921 · 
1922 · 
1923 · 
1924 · 
1925 · 
1926 · 
1927 · 
1928 · 
1929 · 
1930 · 
1931 · 
1932 · 
1933 · 
1934 · 
1935 · 
1936 · 
1937 · 
1938 · 
1939 · 
1940 · 
1941 · 
1942 · 
1943 · 
1944 · 
1946 · 
1947 · 
1948 · 
1949 · 
1950 · 
1952 · 
1952 · 
1953 · 
1954 · 
1955 · 
1956 · 
1957 · 
1958 · 
1959 · 
1960 · 
1961 · 
1962 · 
1963 · 
1964 · 
1965 · 
1966 · 
1967 · 
1968 · 
1969 · 
1970 · 
1971 · 
1972 · 
1973 · 
1974 · 
1975 · 
1976 · 
1977 · 
1978 · 
1979 · 
1980 · 
1981 · 
1982 · 
1983 · 
1984 · 
1985 · 
1986 · 
1987 · 
1988 · 
1989 · 
1990 ·
1991 · 
1992 · 
1993 · 
1994 · 
1995 · 
1996 · 
1997 · 
1998 · 
1999 · 
2000 · 
2001 · 
2002 · 
2003 · 
2004 · 
2005 · 
2006 · 
2007 · 
2008 · 
2009 · 
2010 · 
2011 · 
2012 · 
2013 · 
2014 · 
2015 · 
2016 · 
2017 · 
2018 ·
2019 ·
2020 ·
2021 ·
2022 ·
2023
Albanië ·
Algerije ·
Argentinië ·
Armenië ·
Australië ·
België ·
Bermuda ·
Bosnië en Herzegovina · 
Brazilië ·
Bulgarije ·
Canada ·
Chili ·
Cyprus ·
DDR ·
Duitsland ·
Ecuador ·
Egypte ·
Engeland ·
Estland ·
Faeröer · 
Finland · 
Frankrijk ·
Gambia ·
Georgië ·
Ghana ·
Gibraltar ·
GOS ·
Griekenland ·
Honduras ·
Hongarije ·
Hongkong ·
Ierland ·
IJsland ·
Indonesië ·
Iran ·
Israël ·
Italië ·
Japan ·
Joegoslavië ·
Kameroen ·
Kazachstan ·
Kosovo · 
Kroatië · 
Letland ·
Liechtenstein ·
Litouwen ·
Luxemburg ·
Malta ·
Marokko ·
Mexico ·
Moldavië · 
Montenegro · 
Nederland ·
Nederlandse Antillen ·
Nigeria ·
Noord-Ierland ·
Noord-Macedonië ·
Noorwegen ·
Oekraïne ·
Oostenrijk ·
Panama ·
Paraguay ·
Peru ·
Polen ·
Portugal ·
Roemenië ·
Rusland ·
San Marino ·
Saoedi-Arabië ·
Schotland ·
Senegal ·
Servië ·
Singapore ·
Slovenië ·
Slowakije ·
Sovjet-Unie ·
Spanje ·
Suriname ·
Thailand ·
Togo · 
Tsjechië ·
Tsjecho-Slowakije ·
Tunesië · 
Turkije · 
Uruguay ·
Verenigde Arabische Emiraten ·
Verenigde Staten ·
Wales ·
Wit-Rusland ·
Zuid-Afrika ·
Zuid-Korea ·
Zweden ·
Zwitserland
Argentinië (1995) · 
Australië (2018) ·
Australië (2022) · 
België (2021) · 
Duitsland (1992) · 
Duitsland (2012) · 
Engeland (2021) · 
Finland (2021) · 
Frankrijk (2002) · 
Frankrijk (2018) · 
Japan (2010) · 
Kameroen (2010) · 
Kroatië (2018) · 
Nederland (2010) · 
Nederland (2012) · 
Peru (2018) · 
Portugal (2012) · 
Rusland (2021) · 
Senegal (2002) · 
Tsjechië (2021) · 
Uruguay (2002) · 
Wales (2021)